# Президентские выборы в Перу (1899)
Президентские выборы в Перу проходили в 1899 году. В результате победу одержал Эдуардо Лопес де Романья, который получил 96,5% голосов.

## Результаты
| Кандидат                             | Партия                               | Голоса  | %      |
| ------------------------------------ | ------------------------------------ | ------- | ------ |
| Эдуардо Лопес де Романья             | Гражданская партия                   | 55 918  | 96,52  |
| Мануэль Кандамо                      | Независимый                          | 1 337   | 2,31   |
| Мануэль Гонсалес Прада               | Национальный союз                    | 549     | 0,95   |
| Гильермо Биллингхёрст                | Независимый                          | 129     | 0,22   |
| Действительных бюллетеней            | Действительных бюллетеней            | 57 933  | 99,40  |
| Недействительных/ пустых бюллетеней  | Недействительных/ пустых бюллетеней  | 352     | 0,60   |
| Всего                                | Всего                                | 58 285  | 100,00 |
| Зарегистрированных избирателей/ Явка | Зарегистрированных избирателей/ Явка | 108 597 | 53,67  |
| Источник: Tuesta                     |                                      |         |        |